# Лука Гуаданьїно
Лу́ка Гуаданьї́но (італ. Luca Guadagnino; нар. 10 серпня 1971, Палермо, Італія) — італійський кінорежисер та сценарист. Володар «Срібного лева» Венеційського кінофестивалю за найкращу режисерську роботу (2022, фільм «Цілком та повністю»).

## Біографія
Лука Гуаданьїно народився 1971 року в Палермо у родині батька-сицилійця і матері-алжирки. Він провів своє раннє дитинство в Ефіопії, де його батько викладав історію та італійську мову. Закінчив Палермський університет, де вивчав літературу, та факультет історії і критики кіно в Римському Університеті ла Сап'єнца. Там він захистив дисертацію, в основу якої лягла біографія американського актора Джонатана Деммі.
Режисерським дебютом Луки став фільм «Протагоністи», який брав участь у конкурсі Венеційського кінофестивалю 1999 року. Стрічка була відзначена «Призом Федерації італійських кіноклубів — особлива згадка». У 2003 році Гуаданьїно зняв фільм «Цивілізований світ» (італ. Mundo Civilizado), який був представлений на кінофестивалі в Локарно.
Міжнародну відо́мість та визнання режисер здобув у 2009 році, після виходу його фільму «Я — це кохання». Фільм був представлений на Венеційському кінофестивалі, Берлінському кінофестивалі й фестивалі Санденс, де отримав хороші відгуки критиків. «Я — це кохання» був номінований на премію «Оскар» як «Найкращий іноземний фільм», а також на «Золотий глобус» і Премію BAFTA.
У 2012 році Лука Гуаданьїно зняв короткометражний фільм «Двовладдя», який позитивно зустріли критики. У 2013 році він зняв документальний фільм «Бертолуччі про Бертолуччі», який був представлений на Венеційському кінофестивалі.
У 2015 році Гуаданьїно зняв драматичний детектив «Великий сплеск», який є ремейком стрічки «Басейн» (1969). Головні ролі у фільмі виконали Тільда Свінтон, Матіас Шонартс, Рейф Файнз і Дакота Джонсон. Фільм став переможцем на Венеційському кінофестивалі в номінаціях «Soundtrack Stars Award» і «Best Innovative Budget Award».
Лука Гуаданьїно двічі був членом журі Туринського кінофестивалю: в 2010 році — журі Венеційського кінофестивалю, а 2011 року — головою журі кінофестивалю в Бейруті.
У 2011 році Гуаданьїно дебютував на театральній сцені, поставивши оперу «Фальстаф» Джузеппе Верді в театрі «Філармоніко» (італ. Teatro Filarmonico) у Вероні.
У 2017 році вийшов фільм Луки Гуаданьїно «Назви мене своїм ім'ям». Драма, що оповідає історію романтичних стосунків між 17-річним юнаком та 24-річним ученим, мала чималий міжнародний успіх, зібравши численні престижні фестивальні та професійні нагороди й номінації, серед яких «Золотий глобус», BAFTA та інші. 2018 року фільм був номінований у 4-х категоріях на здобуття кінопремії «Оскар» Американської кіноакадемії, зокрема, за найкращий фільм.
У 2018 році Гуаданьїно зняв нову інтерпретацію стрічки Даріо Ардженто 1977 року «Суспірія» — однойменний фентезійний містичний трилер з Дакотою Джонсон та Тільдою Свінтон у головних ролях. Світова прем'єра фільму відбулася 1 вересня 2018 року на 75-му Венеційському міжнародному кінофестивалі, де він брав участь в основній конкурсній програмі у змаганні за «Золотого лева».
У 2024 році Гуаданьїно випустив два психологічні фільми: спортивну трагікомедію «Суперники» та драму «Квір». В останньому режисер повернувся до теми гомосексуальних відносин, створивши «численні та досить скандальні» секс-сцени.

## Особисте життя
Лука Гуаданьїно є відкритим геєм. Він мешкає та працює в палаццо 17-го століття в центрі Креми, міста, що розташовується за 40 км від Мілану.

## Фільмографія
| Рік  |     | Назва українською               | Оригінальна назва                  | Режисер | Сценарист | Продюсер |
| ---- | --- | ------------------------------- | ---------------------------------- | ------- | --------- | -------- |
| 1997 | к/м | Хто                             | Qui                                | Так     |           |          |
| 1999 |     | Протагоністи                    | The Protagonists                   | Так     | Так       |          |
| 2000 | к/м |                                 | L'uomo risacca                     | Так     |           |          |
| 2002 | к/м | Тільда Свінтон: Фабрика кохання | Tilda Swinton: The Love Factory    | Так     |           |          |
| 2002 | к/м | Червоний                        | Rosso                              |         |           | Так      |
| 2003 | д/ф | Цивілізований світ              | Mundo civilizado                   | Так     |           |          |
| 2004 | д/ф |                                 | Cuoco contadino                    | Так     | Так       |          |
| 2005 |     | Мелісса: Інтимний щоденник      | Melissa P.                         | Так     | Так       |          |
| 2007 | к/м | Частина друга                   | Part deux                          | Так     |           |          |
| 2007 | к/м |                                 | Delfinasia                         |         |           | Так      |
| 2009 |     | Я — це кохання                  | Io sono l'amore                    | Так     | Так       | Так      |
| 2010 | к/м | Двовладдя                       | Diarchia                           |         |           | Так      |
| 2011 | д/ф | Несвідомий італійський          | Inconscio italiano                 | Так     |           |          |
| 2012 | к/м | Доля                            | Destinée                           | Так     |           |          |
| 2012 | к/м | Тут                             | Here                               | Так     | Так       |          |
| 2012 | к/м | Один плюс один                  | One Plus One                       | Так     |           |          |
| 2012 |     | Власники будинку                | Padroni di casa                    |         |           | Так      |
| 2013 | д/ф | Бертолуччі про Бертолуччі       | Bertolucci on Bertolucci           | Так     |           | Так      |
| 2013 | к/м | Міські історії                  | Walking Stories                    | Так     |           | Так      |
| 2014 | к/м | Відродження життя               | A Rose Reborn                      |         |           | Так      |
| 2015 |     | Великий сплеск                  | A Bigger Splash                    | Так     |           | Так      |
| 2015 |     | Антонія                         | Antonia.                           |         |           | Так      |
| 2017 |     | Назви мене своїм ім'ям          | Call Me by Your Name               | Так     | Так       | Так      |
| 2018 |     | Суспірія                        | Suspiria                           | Так     |           | Так      |
| 2018 |     | Ріо                             | Rio                                | Так     |           | Так      |
| 2019 | к/м | Приголомшлива дівчина           | The Staggering Girl                | Так     |           | Так      |
| 2020 | д/ф | Мисливці за трюфелями           | The Truffle Hunters                |         |           | Так      |
| 2020 | д/ф | Сальваторе: Чоботар мрій        | Salvatore: The Shoemaker of Dreams | Так     |           |          |
| 2020 | с   | Ми ті, хто ми є                 | We Are Who We Are                  | Так     | Так       | Так      |
| 2020 | к/м | Квіти, Квіти, Квіти             | Fiori, Fiori, Fiori                | Так     | Так       | Так      |
| 2022 |     | Цілком та повністю              | Bones & All                        | Так     |           | Так      |
| 2024 |     | Суперники                       | Challengers                        | Так     |           | Так      |
| 2024 |     | Квір                            | Queer                              | Так     |           | Так      |
| 2025 |     | Після полювання                 | After the Hunt                     | Так     |           | Так      |
| 2026 |     | Американський психопат          | American Psycho                    | Так     |           |          |

## Визнання
Список нагород не є вичерпним
| Венеційський міжнародний кінофестиваль            |                                                                   |                           |           |
| 1999                                              | Призом Федерації італійських кіноклубів (FEDIC) — Особлива згадка | Протагоністи              | Перемога  |
| 2015                                              | Золотий лев                                                       | Великий сплеск            | Номінація |
| 2015                                              | Премія Soundtrack Stars                                           | Великий сплеск            | Перемога  |
| 2015                                              | Премія Best Innovative Budget                                     | Великий сплеск            | Перемога  |
| 2015                                              | Премія Green Drop                                                 | Великий сплеск            | Номінація |
| 2018                                              | Золотий лев                                                       | Суспірія                  | Номінація |
| 2018                                              | Квір-лев                                                          | Суспірія                  | Номінація |
| Міжнародний кінофестиваль в Санта-Барбарі         |                                                                   |                           |           |
| 2010                                              | Приз журі за найкращий міжнародний фільм                          | Я — це кохання            | Номінація |
| Кінофестиваль в Боулдері (Колорадо, США)          |                                                                   |                           |           |
| 2010                                              | Найкращий художній фільм                                          | Я — це кохання            | Номінація |
| Італійський національний синдикат кіножурналістів |                                                                   |                           |           |
| 12010                                             | Премія «Срібна стрічка» за найкращий оригінальний сюжет           | Я — це кохання            | Номінація |
| 2014                                              | Найкращий документальний фільм про кіно                           | Бертолуччі про Бертолуччі | Номінація |
| Асоціація кінокритиків Північного Техасу          |                                                                   |                           |           |
| 2011                                              | Найкращий фільм іноземною мовою                                   | Я — це кохання            | Перемога  |
| Премія «Золотий Грааль»                           |                                                                   |                           |           |
| 2011                                              | Найкращий комедійний режисер                                      | Я — це кохання            | Номінація |
| Берлінський міжнародний кінофестиваль             |                                                                   |                           |           |
| 2017                                              | Премія «Тедді» за найкращий художній фільм                        | Назви мене своїм ім'ям    | Перемога  |
| Кінофестиваль Chéries-Chéris                      |                                                                   |                           |           |
| 2017                                              | Гран-прі Chéries-Chéris за найкращий художній фільм               | Назви мене своїм ім'ям    | Перемога  |
| Гентський міжнародний кінофестиваль               |                                                                   |                           |           |
| 2017                                              | Гран-прі за найкращий фільм                                       | Назви мене своїм ім'ям    | Номінація |
| Міжнародний кінофестиваль у Сан-Себастьяні        |                                                                   |                           |           |
| 2017                                              | Премія «Себастьян» за найкращий фільм                             | Назви мене своїм ім'ям    | Номінація |
| Міжнародний кінофестиваль у Торонто               |                                                                   |                           |           |
| 2017                                              | Премія «Вибір народу»                                             | Назви мене своїм ім'ям    | Номінація |
| Мельбурнський міжнародний кінофестиваль           |                                                                   |                           |           |
| 2017                                              | Премія «Народний вибір»                                           | Назви мене своїм ім'ям    | Перемога  |
| Міжнародний кінофестиваль в Сант-Луїсі            |                                                                   |                           |           |
| 2017                                              | Приз глядацьких симпатій                                          | Назви мене своїм ім'ям    | Перемога  |
| Сіднейський кінофестиваль                         |                                                                   |                           |           |
| 2017                                              | Приз глядачів                                                     | Назви мене своїм ім'ям    | Номінація |
| Премія «Готем»                                    |                                                                   |                           |           |
| 2017                                              | Незалежна кінопремія                                              | Назви мене своїм ім'ям    | Перемога  |
| 2017                                              | Приз глядачів                                                     | Назви мене своїм ім'ям    | Номінація |
| Асоціація кінокритиків Лос-Анджелеса              |                                                                   |                           |           |
| 2017                                              | Найкращий режисер                                                 | Назви мене своїм ім'ям    | Перемога  |
| Премія «Золотий глобус»                           |                                                                   |                           |           |
| 2018                                              | Найкращий фільм — драма                                           | Назви мене своїм ім'ям    | Номінація |
| Премія CinEuphoria                                |                                                                   |                           |           |
| 2018                                              | ТОП-10 фільмів року                                               | Назви мене своїм ім'ям    | Перемога  |
| Премія «Незалежний дух»                           |                                                                   |                           |           |
| 2018                                              | Найкращий художній фільм                                          | Назви мене своїм ім'ям    | Номінація |
| Лондонське коло кінокритиків                      |                                                                   |                           |           |
| 2018                                              | Кінорежисер року                                                  | Назви мене своїм ім'ям    | Номінація |
| Премія AACTA                                      |                                                                   |                           |           |
| 2018                                              | Найкращий режисер                                                 | Назви мене своїм ім'ям    | Номінація |
| Премія Американського кіноінституту               |                                                                   |                           |           |
| 2018                                              | Фільм року                                                        | Назви мене своїм ім'ям    | Перемога  |
| Премія BAFTA                                      |                                                                   |                           |           |
| 2018                                              | Найкращий фільм                                                   | Назви мене своїм ім'ям    | Номінація |
| 2018                                              | Премія Девіда Ліна за найкращу режисуру                           | Назви мене своїм ім'ям    | Номінація |
| Премія «Оскар»                                    |                                                                   |                           |           |
| 2018                                              | Найкращий фільм року                                              | Назви мене своїм ім'ям    | Номінація |
| Премія Європейської кіноакадемії                  |                                                                   |                           |           |
| 2018                                              | Приз глядацьких симпатій                                          | Назви мене своїм ім'ям    | Перемога  |
| Премія «Давид ді Донателло»                       |                                                                   |                           |           |
| 2019                                              | Найкращий фільм                                                   | Назви мене своїм ім'ям    | Номінація |
| 2019                                              | Найкращий режисер                                                 | Назви мене своїм ім'ям    | Номінація |
| 2019                                              | Найкращий адаптований сценарій                                    | Назви мене своїм ім'ям    | Перемога  |
| 2019                                              | Найкращий продюсер                                                | Назви мене своїм ім'ям    | Номінація |